# Nothrus willmanni
Nothrus willmanni är en kvalsterart som beskrevs av Sandór Mahunka 1983. Nothrus willmanni ingår i släktet Nothrus och familjen Nothridae. Inga underarter finns listade i Catalogue of Life.